# Alexander Andrejewitsch Foullon
Alexander Andrejewitsch Foullon (russisch Александр Андреевич Фуллон; * 1764; † 21. Apriljul. / 3. Mai 1844greg.) war ein russischer Bergbauingenieur.

## Leben
Foullons französischer Vater André Foullon war Kaufmann und Mitinhaber der Französischen Fabrik in Petrosawodsk.
Foullon trat 1792 in den Bergbau-Dienst und wurde Geschäftsführer des Kontors der Alexander-Kanonenfabrik in Petrosawodsk. 1799 wurde er zum Hofrat (7. Rangklasse) und 1806 zum Berghauptmann des Bergbauingenieur-Korps ernannt.
Im November 1818 wurde Foullon in Petrosawodsk Geschäftsführer der Olonezer, St. Petersburger und Kronstädter Bergwerks- und Hütten-Betriebe und im Februar 1819 Bergbauchef dieser Betriebe als Nachfolger des 1818 verstorbenen Bergbauingenieurs Adam Armstrong, während sein Sohn Iwan Alexandrowitsch Foullon Geschäftsführer des Hauptkontors dieser Betriebe wurde. Bekannt wurde Foullon durch sein 1819 erschienenes Buch über die Verhüttung des Eisens im Rennofen und nach der katalanischen Methode. 1819 besuchte Alexander I. die Alexander-Kanonenfabrik. 1825 wurde Foullon Mitglied des Wissenschaftlichen Komitees des Departements für Bergbau und Salz-Angelegenheiten des Finanzministeriums. 1826 wurde in St. Petersburg die neue Alexander-Gießerei gegründet, die später aus dem Olonezer Bergbau-Bezirk ausgegliedert wurde. Die Erschöpfung der Eisenerz-Vorkommen, die abnehmenden militärischen Aufträge und der Verschleiß der technischen Anlagen führten zu einem langsamen Niedergang der Olonezer Betriebe. In zunehmendem Maße wurden zivile Produkte hergestellt. Auf der Allrussischen Ausstellung 1829 in St. Petersburg wurden neben gusseisernen Kanonen mit Lafetten, Granaten und Brandkugeln Maschinen, Gewichte, Bügeleisen, Teekessel und Kerzenständer gezeigt. Zur Allrussischen Ausstellung 1833 wurden Büsten von Nikolaus I. und seiner Familie, von Schiller und Goethe, eine Napoleon-Statue, Kruzifixe, Uhrengehäuse, aber auch verkleinerte Kanonen geschickt.
1833 wurde Foullon nach St. Petersburg versetzt, um Mitglied des Rats beim Departement für Bergbau und Salz-Angelegenheiten zu werden. Seine Aufgabe war nun, die Olonezer Betriebe jährlich zu inspizieren und deren Angelegenheiten zu vertreten. Sein Nachfolger in Petrosawodsk war Robert Adamowitsch Armstrong. Nach der Umorganisation des Bergbau-Amts 1834 wurde Foullon Mitglied des Bergbau-Rats und des Wissenschaftlichen Bergbau-Komitees. 1837 wurde er zum Oberberghauptmann (4. Bergrangklasse) ernannt. Als einer der Ersten beschrieb er die geologische Struktur des Gebiets westlich des Onegasees zwischen dem Fluss Swir und der Halbinsel Saoneschje.

## Ehrungen
- Orden des Heiligen Wladimir IV. Klasse (1803)
- Bronze-Gedenkmedaille zum Französisch-Russischen Krieg 1812
- Russischer Orden der Heiligen Anna II. Klasse (1819)
- Goldene Gedenkmedaille zur Erneuerung des Winterpalasts